# У То Хван
У цьому корейському імені прізвище (У) стоїть перед особовим ім'ям.
У То Хван (кор. 우도환, 禹棹煥, нар. 12 липня 1992) — південнокорейський актор. Найбільш відомий за своїми ролями в таких телевізійних драмах, як «Врятуй мене» (2017), «Скажений пес» (2017), «Спокусник» (2018), «Моя країна: Новий час» (2019) та «Король: Вічний монарх» (2020). Він також з'явився у фільмі «Божественна лють» (2019).

## Молодість і освіта
То Хван народився 12 липня 1992 року в Аняні, провінція Кьонгі. Закінчив університет Танґук за спеціальністю «Театральне мистецтво і кіно».

## Особисте життя
6 липня 2020 року То Хван розпочав обов'язкову військову службу. Він пройшов шеститижневе навчання на посаді командира роти на курсах підготовки новобранців та закінчив навчання як командир-студент 1-го відділення транспортної підготовки. Після чого проходив службу в столичній мотопіхотній дивізії, яка ще відома як «Запеклий тигр». 31 жовтня 2021 То Хван відправився в свою останню відпустку, по завершенню якої 5 січня 2022 був звільнений з військової служби без повернення до своєї дивізії згідно з правилами Міністерства оборони Республіки Корея щодо запобіганню поширення Covid-19.

## Фільмографія

### Фільми
| Рік  | Назва                         | Роль                                                  | Замітки | Прим.  |
| ---- | ----------------------------- | ----------------------------------------------------- | ------- | ------ |
| 2016 | «Операція „Хроміт“»           | Підлеглий Рі Кьон Сіка                                |         | [ 7 ]  |
| 2016 | «Майстер»                     | Чоловік зі вдягнутою бейсбольною кепкою задом наперед |         | [ 8 ]  |
| 2019 | «Божественна лють»            | Чі Сін                                                |         | [ 9 ]  |
| 2019 | «Божественний хід 2: Гнівний» | «Самотник»                                            |         | [ 10 ] |
| 2023 | «Моє сердечне цуценя»         | Чоловік першої опитуваної особи                       | Камео   | [ 11 ] |

### Телесеріали
| Рік  | Назва                                  | Роль                      | Замітки                   | Мережа | Прим.         |
| ---- | -------------------------------------- | ------------------------- | ------------------------- | ------ | ------------- |
| 2011 | «Прийшов, прийшов, ти справді прийшов» |                           | Камео                     | MBN    | [ 12 ]        |
| 2012 | «Замовкни гурт квіткових хлопців»      |                           | Камео                     | TvN    | [ 13 ]        |
| 2016 | «Милий незнайомець і я»                | Кім Ван Сік               |                           | KBS2   | [ 14 ]        |
| 2017 | «Врятуй мене»                          | Сок Тон Чхоль             |                           | OCN    | [ 15 ] [ 16 ] |
| 2017 | «Скажений пес»                         | Кім Мін Джун (Ян Гебауер) |                           | KBS2   | [ 17 ] [ 18 ] |
| 2018 | «Спокусник»                            | Квон Сі Хьон              |                           | MBC    | [ 19 ] [ 20 ] |
| 2019 | «Моя країна: Новий час»                | Нам Сон Хо                |                           | JTBC   | [ 21 ] [ 22 ] |
| 2020 | «Король: Вічний монарх»                | Чо Ин Соп / Чо Йон        |                           | SBS    | [ 23 ] [ 24 ] |
| 2023 | «Пун, Чосонський психіатр»             | Пек Кван Хьон             | Сезон 2 (Камео, серія 10) | tvN    | [ 25 ]        |
| 2023 | «Чосонський адвокат»                   | Кан Хан Су                |                           | MBC    | [ 26 ]        |

### Вебсеріали
| Рік          | Назва          | Роль   | Замітки | Платформа | Прим.  |
| ------------ | -------------- | ------ | ------- | --------- | ------ |
| 2016         | «Світ драми»   | Син У  | Камео   | Viki      | [ 27 ] |
| 2023         | «Гончаки»      | Кон У  |         | Netflix   | [ 28 ] |
| В очікуванні | «Пан Планктон» | Хе Джо |         | Netflix   | [ 29 ] |

## Нагороди та номінації
| Церемонія нагородження         | Рік  | Категорія                                                                       | Номінант / Робота                         | Результат | Прим.         |
| ------------------------------ | ---- | ------------------------------------------------------------------------------- | ----------------------------------------- | --------- | ------------- |
| Премія «Зірок МААТР»           | 2018 | Найкращий новий актор                                                           | «Скажений пес»                            | Номінація | [ 30 ]        |
| Премія «Зірок МААТР»           | 2021 | Найкращий актор другого плану                                                   | «Король: Вічний монарх»                   | Номінація | [ 31 ] [ 32 ] |
| Премія азійський артист        | 2020 | Нагорода за популярності (актор)                                                | У То Хван                                 | Номінація | [ 33 ]        |
| Премія мистецтв Пексан         | 2017 | Найкращий акторський дебют (чоловіки) — фільм                                   | «Майстер»                                 | Номінація | [ 34 ]        |
| Премія мистецтв Пексан         | 2018 | Найкращий акторський дебют (чоловіки) — телебачення                             | «Врятуй мене»                             | Номінація | [ 35 ]        |
| Кінопремія «Блакитний дракон»  | 2021 | Найкращий новий актор                                                           | «Божественний хід 2: Гнівний»             | Номінація | [ 36 ] [ 37 ] |
| Премія мистецького кіно Чхунса | 2020 | Найкращий новий актор                                                           | «Божественна лють»                        | Номінація |               |
| Кінофестиваль «Золоте кіно»    | 2021 | Найкращий новий актор                                                           | «Божественна лють»                        | Перемога  | [ 38 ]        |
| Премія KBS драма               | 2017 | Найкращий новий актор                                                           | «Скажений пес»                            | Перемога  | [ 39 ]        |
| Премія KBS драма               | 2017 | Нагорода Netizen (актор)                                                        | «Скажений пес»                            | Номінація | [ 39 ]        |
| Премія KBS драма               | 2017 | Найкраща пара                                                                   | У То Хван (з Рю Хва Йон) («Скажений пес») | Номінація | [ 39 ]        |
| Премія MBC драма               | 2018 | Нагорода за майстерність, Найкращий актор понеділко-вівторкової драми           | «Спокусник»                               | Перемога  | [ 40 ]        |
| Премія SBS драма               | 2020 | Нагорода за майстерність, Найкращий актор фентезійного/романтичного мінісеріалу | «Король: Вічний монарх»                   | Номінація | [ 41 ]        |
| Сеульська премія               | 2018 | Найкращий новий актор (телебачення)                                             | «Скажений пес»                            | Номінація | [ 42 ]        |